# Hypena laesalis
Hypena laesalis är en fjärilsart som beskrevs av Walker 1859. Hypena laesalis ingår i släktet Hypena och familjen nattflyn. Inga underarter finns listade i Catalogue of Life.